# Photobucket
Photobucket — сервіс, призначений для зберігання мультимедійних файлів з можливістю конвертації в будь-який формат. Має популярність серед десятків мільйонів користувачів, які зберігають свої фотографії і ставлять посилання у своїх блогах. Західний сегмент LiveJournal, одного з найбільших блоґерських порталів, офіційно співпрацює саме з Photobucket.
Сьогодні на ресурс посилається понад 300 000 різних сайтів. Приміром, в MySpace близько 63 % всіх мультимедіа посилань ведуть саме на Photobucket, в той час, як на Flickr або YouTube — лише 8 % і 1,3 % відповідно. Добова аудиторія на чверть більше ніж у ImageShack і на чверть менше ніж у Flickr.com. Ресурс має понад 100 млн зареєстрованих акаунтів, щоденно здійснюється понад 4 млн завантажень світлин і відеороликів. Як і більшість фотохостинґів, джерело доходу ресурсу — реклама і преміум-акаунти по 25 $, власники яких отримують три гігабайти простору для зберігання фотографій.

## Історія
Сервіс був створений Алексом Велч (англ. Alex Welch) і Дарреном Кристал (англ. Darren Crystal) у 2003 році. Спочатку був створений сервіс для обміну фотографіями. Однак виявилося, що користувачі воліють не стільки обмінюватися, скільки зберігати на ньому свої знімки й розміщувати посилання на них на інших сайтах. Звернувши увагу на подібну поведінку споживачів, засновники не стали вводити систему заборон, а, вивчивши дії користувачів, створили Photobucket, щоб дати їм можливість завантажувати фотографії й розміщувати посилання на них на будь-яких форумах. Користувачі могли перераховувати на утримання сайту 5 доларів через PayPal. Після того як сервіс набув великої популярності, в 2007 році його купила компанія Fox Interactive Media, дочка Rupert Murdoch's News.

## Аналогічні ресурси
- Flickr

- Imageshack